# 高田毅士
高田 毅士（たかだ つよし、1955年 - ） は、日本の地震工学者、一級建築士。東京大学名誉教授。元日本政府観光局MICEアンバサダー。地震リスクマネジメント研究の第一人者として知られた。

## 人物・経歴
滋賀県生まれ。1973年滋賀県立虎姫高等学校卒業。1977年名古屋大学工学部建築学科卒業。1979年名古屋大学大学院工学研究科前期課程修了、清水建設入社。一級建築士。1991年工学博士。1993年ICOSSAR若手研究者賞受賞。
1998年東京大学大学院工学系研究科建築学専攻助教授。1999年コロラド大学ボルダー校客員教授 。2001年ワイマール・バウハウス大学客員教授。2004年東京大学大学院工学系研究科建築学専攻教授。2010年日本建築学会理事。2011年原子力委員会東京電力（株）福島第一原子力発電所における中長期措置検討専門部会構成員。
2018年日本政府観光局MICEアンバサダー。2020年定年退職、東京大学名誉教授、日本原子力研究開発機構安全研究・防災支援部門リスク情報活用推進室長。日本地震工学会理事、ISO/TC98国内委員会委員長、国際原子力構造工学協会理事、 構造物の安全性と信頼性に関する国際協会理事等を歴任。地震リスクマネジメント研究の第一人者として知られた。